# Barrett (альбом)
Barrett — второй и последний студийный альбом Сида Барретта, вышедший 14 ноября 1970 года.

## История альбома
Barrett был записан в лондонской студии «Эбби-Роуд» в 1970 году. В этот раз состав музыкантов оставался постоянным на протяжении всей записи альбома. Участие в записи принимали Дэвид Гилмор, Ричард Райт, Джерри Ширли, Вилли Уилсон и Вик Сэйвелл. Роджер Уотерс же отказался принимать участие в записи альбома, так как не захотел снова переносить тяготы работы с Барреттом. Роль продюсеров альбома взяли на себя Дэвид Гилмор и Ричард Райт.
По словам Джерри Ширли, «что на этот раз Дэвид Гилмор хотел (и пытался) сделать, в отличие от первой пластинки The Madcap Laughs, так это единую ритм-секцию для всей записи, как у любой группы. То есть я на барабанах, Дэвид на басу, Рик Райт на клавишных и Сид на всех гитарах, и в этом Дэйв был непреклонен». Первая сессия состоялась 26 февраля, тремя из первых песен — полностью записанных во время сессии — стали «Baby Lemonade», «Maisie» и «Gigolo Aunt». Однако Гилмор посчитал, что в них пропала «барреттовость». После новой попытки записать «Baby Lemonade» было записано ещё два дубля «Maisie», затем Барретт приступил к 15 дублям «Gigolo Aunt». Джерри Ширли так прокомментировал финальный дубль: «Я был вполне доволен „Gigolo Aunt“, Сид сыграл свою партию настолько „правильно“, что я помню, как в конце дубля мы были ошеломлены. Все подумали: „Не настолько ты и сумасшедший, ты почти идеально справился с этим дублем!“»
Как и прошлый, альбом давался музыкантам трудно — Сид не появлялся в студии вовремя, он играл не то, забывал тексты. Невразумительным указаниям Сида невозможно было следовать. Музыкальные пассажи он описывал абстрактным языком, так он мог бы рассказывать о своих картинах. «Возможно, мы могли бы выполнить среднюю часть немного темней, а конец — немного послеполуденней, — так он выражался. — Сейчас это слишком многословно и холодно».
Обложка вышедшей пластинки была украшена зарисовками насекомых, выполненными Барреттом во время его пребывания в Кембриджской школе искусств. При ближайшем рассмотрении оказывается, что все крылатые насекомые являются жуками.
Альбом вышел в ноябре 1970 года. Barrett был встречен с гораздо меньшим интересом, чем ранее выпущенный The Madcap Laughs. Не популярный, альбом провалил все чарты. Потерявший ко всему интерес Барретт вернулся в свой родной город — Кембридж.
В 1972 году Барретт вступил в коллектив под названием Stars и в 1974 году, после нескольких неудачных записей, оставил карьеру музыканта навсегда.

## Список композиций
1. «Baby Lemonade» — 4:12
2. «Love Song» — 3:05
3. «Dominoes» — 4:10
4. «It Is Obvious» — 3:00
5. «Rats» — 3:02
6. «Maisie» — 2:52
7. «Gigolo Aunt» — 5:47
8. «Waving My Arms in the Air» — 2:07
9. «I Never Lied to You» — 1:52
10. «Wined and Dined» — 2:59
11. «Wolfpack» — 3:42
12. «Effervescing Elephant» — 1:54

### Бонус-треки
1. «Baby Lemonade (Take 1)» — 3:47
2. «Waving My Arms in the Air (Take 1)» — 2:13
3. «I Never Lied to You (Take 1)» — 1:48
4. «Love Song (Take 1)» — 2:33
5. «Dominoes (Take 1)» — 0:41
6. «Dominoes (Take 2)» — 2:36
7. «It Is Obvious (Take 2)» — 3:51

На оригинальном виниловом издании треки «Waving My Arms in the Air» и «I Never Lied to You» индексируются как один трек.

## Участники записи
- Сид Барретт — гитара, вокал;
- Дэвид Гилмор — бас-гитара, гитара, двенадцатиструнная гитара, орган, ударные;
- Рик Райт — клавишные;
- Джерри Ширли[англ.] — ударные;
- Вилли Уилсон[англ.] — ударные;
- Вик Сэйвелл — туба.